# Brasema basicuprea
Brasema basicuprea is een vliesvleugelig insect uit de familie Eupelmidae. De wetenschappelijke naam is voor het eerst geldig gepubliceerd in 1852 door Walker.